# Taffy (chanteuse)
Pour les articles homonymes, voir Taffy.
Taffy, de son vrai nom Katherine Quaye (née le 3 octobre 1963), est une chanteuse britannique.

## Biographie
Taffy est née le 3 octobre 1963 à Deptford, Londres. Elle commence une carrière de mannequin et de showgirl à la télévision aux côtés de Sandra Mondaini et Raimondo Vianello dans l'émission Io e la Befana, a été découverte dans les années 1980 par Claudio Cecchetto, pour qui elle a enregistré le 45 tours I Love My Radio (Midnight Radio), qui a atteint la cinquième place en Italie et la sixième au Royaume-Uni et aux États-Unis,,.
Outre I Love My Radio (Midnight Radio), les titres les plus connus de la chanteuse sont Walk into the Daylight, qui a été le premier thème de la télévision Deejay sur Italia 1, et Once More, avec lequel elle a remporté l'Azzurro 1986 en tant que membre de l'équipe Delfini aux côtés de Sandy Marton, Tracy Spencer et Via Verdi. Avec Tracy Spencer, elle a été l'une des choristes accompagnant Sandy Marton lors de ses représentations au Festivalbar. Après avoir enregistré pour plusieurs labels, dont Targa Italiana / Saar's Phoenix, elle est passée à Ibiza Records, un label produit par Cecchetto lui-même. Après le succès en Angleterre de la chanson I Love My Radio, elle déménage à Londres et signe un nouveau contrat d'enregistrement avec Mute Records.
En 1987, il est l'un des choristes de la reprise de Let it Be par Paul McCartney avec le supergroupe Ferry Aid.